# Roquetas de Mar
Roquetas de Mar es una localidad y municipio español de la provincia de Almería y la comunidad autónoma de Andalucía, capital del partido judicial homónimo, situado en la comarca del Poniente Almeriense y a 21 kilómetros de la capital de provincia, Almería. En 2023, contaba con 110 416 habitantes y era el segundo municipio de la provincia por detrás de la capital y el 61.º de España en cuanto a población. Ostenta el título de villa.

## Toponimia
Hacia el año 1508 podía encontrarse en la cartografía indicada como «Lena d'Almería», aunque su nombre actual surgió muy poco después.
Aunque su origen no está muy precisado, se cree que su base más acertada puede ser el nombre común romance Roca sucedido por el sufijo diminutivo «-eta».
En el libro de Apeo y Repartimiento de la taha de Felix, de 1573, aparece nombrada la playa del que hoy conocemos como castillo de Santa Ana como Las Roquetas. A lo largo de la cartografía del siglo XVII en adelante, siempre será nombrado este enclave como la Roqueta o las Roquetas. En otras ocasiones como 'el castillo de las Roquetas'. A partir del año 1737 se empiezan a asentar los primeros pobladores, en la zona del Castillo de Santa Ana. Principalmente venían de la sierra de Gádor concretamente de las actuales Felix, Enix y Vícar.
El sufijo diminutivo que posee «-eta» denuncia su probable origen catalán o valenciano. La conocida presencia continuada de marineros catalanes en esta parte de la costa viene a favorecer o confirmar que seguramente fueron ellos los que crearon el topónimo. De hecho, en catalán unas «roquetes» son una porción de tierra de escasa calidad agrícola y es relativamente frecuente como topónimo.
La denominación «de Mar» fue otorgada por Real Decreto el 2 de julio de 1916, para evitar la confusión con Roquetas, en la provincia de Tarragona.

## Geografía
Integrado en la comarca de Poniente Almeriense, se sitúa a 21 kilómetros de la capital provincial. El término municipal de Roquetas de Mar, tiene una extensión superficial de 59,65 km². Queda representado en las hojas MTN50 (escala 1:50.000) n.º 1044, 1045, 1058 y 1059 del Mapa Topográfico Nacional.
| Noroeste: Vícar                  | Norte: Enix           | Noreste: Enix             |
| Oeste: Vícar                     |                       | Este: Mar Mediterráneo    |
| Suroeste: El Ejido y La Mojonera | Sur: Mar Mediterráneo | Sureste: Mar Mediterráneo |

### Relieve
Roquetas de Mar se encuentra en la llanura del Campo de Dalías y la parte norte del término municipal se encuentra a los pies de la sierra de Gádor y sierra de Enix. En Roquetas se encuentra un Lugar de Interés Geológico (LIG) que son las terrazas marinas cuaternarias de Punta Entinas Sabinar. La villa se alza a 10 metros sobre el nivel del mar.

### Hidrografía
Está atravesado por varias ramblas, entre las que destacan la de El Cañuelo, la del Pastor y la de la Culebra. La masa de agua subterránea Campo de Dalías - Sierra de Gádor se encuentra sobreexplotado y se está salinizando por intrusión marina.

### Clima
El clima es mediterráneo seco con una temperatura media anual en torno a los 19 °C. Sus precipitaciones caen en una media de 25 días al año en forma de aguaceros violentos. La escasez de las precipitaciones anuales es debido al efecto Föhn que ejerce la cordillera Penibética sobre las borrascas procedentes del Atlántico.

### Playas
Esta localidad almeriense dispone de 16 kilómetros de costa. Cuenta con seis playas con bandera azul, que son: Aguadulce, La Bajadilla, Las Salinas, Romanillas, Urbanización Playa Serena, y Urbanización de Roquetas. Junto con Mojácar es el municipio que más banderas azules tiene de la provincia de Almería. Señalar además la playa urbana de La Ventilla, Los Bajos y Cerrillos.

### Punta Entinas Sabinar

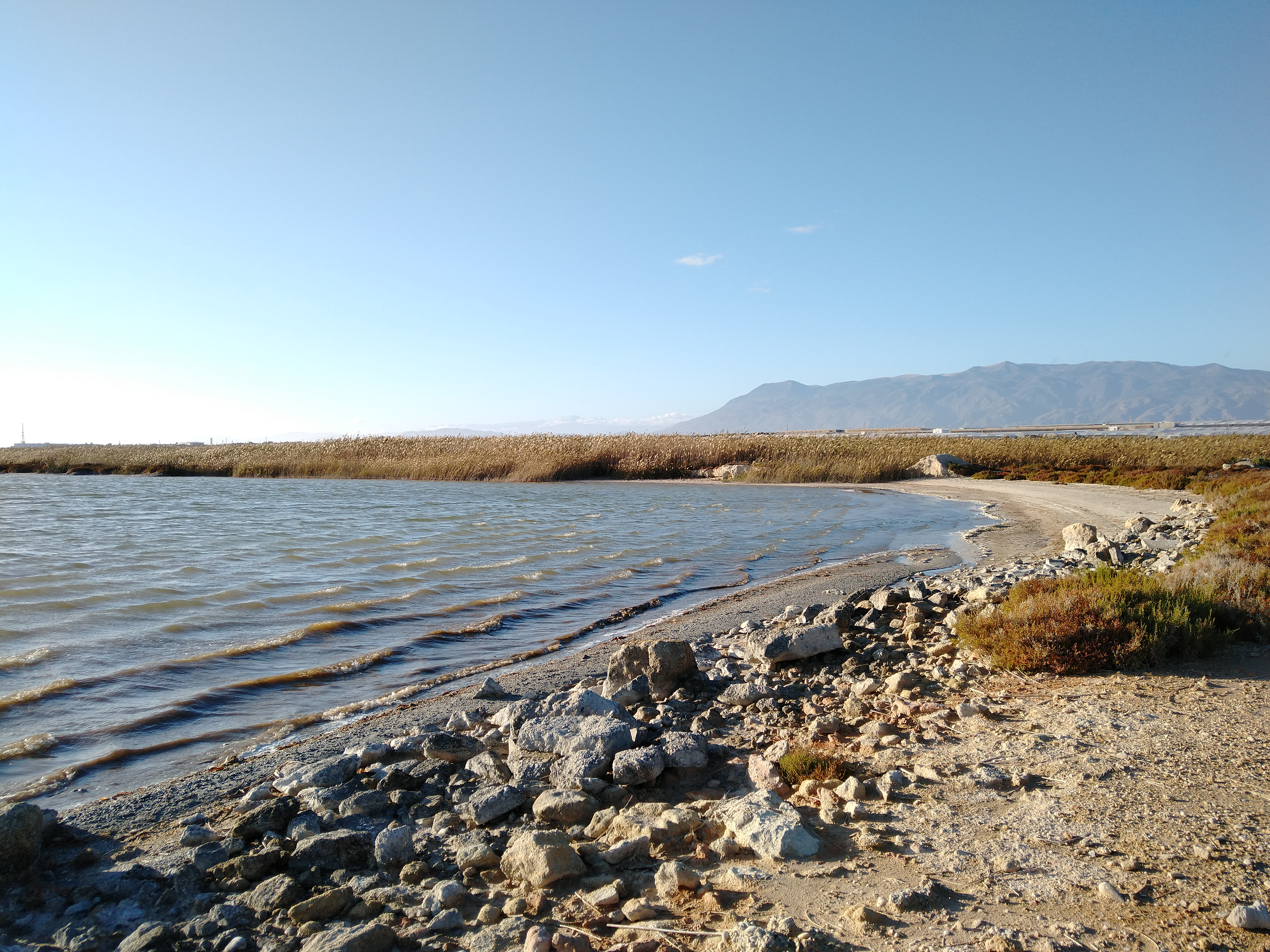
Punta Entinas Sabinar

Punta Entinas-Sabinar es un Paraje Natural de gran importancia ecológica, repleto de especies vegetales y animales protegidas, que residen o se cobijan en sus humedales.

### Arrecife barrera de Posidonia
En el monumento natural del arrecife de barrera de Posidonia oceánica habitan numerosas especies vegetales y animales marinos. Además de tratarse de un valioso hábitat por su importancia ecológica, señalar que es uno de los escasos ejemplos de praderas de Posidonia oceánica que se conservan en la costa mediterránea.

### Otros lugares de interés

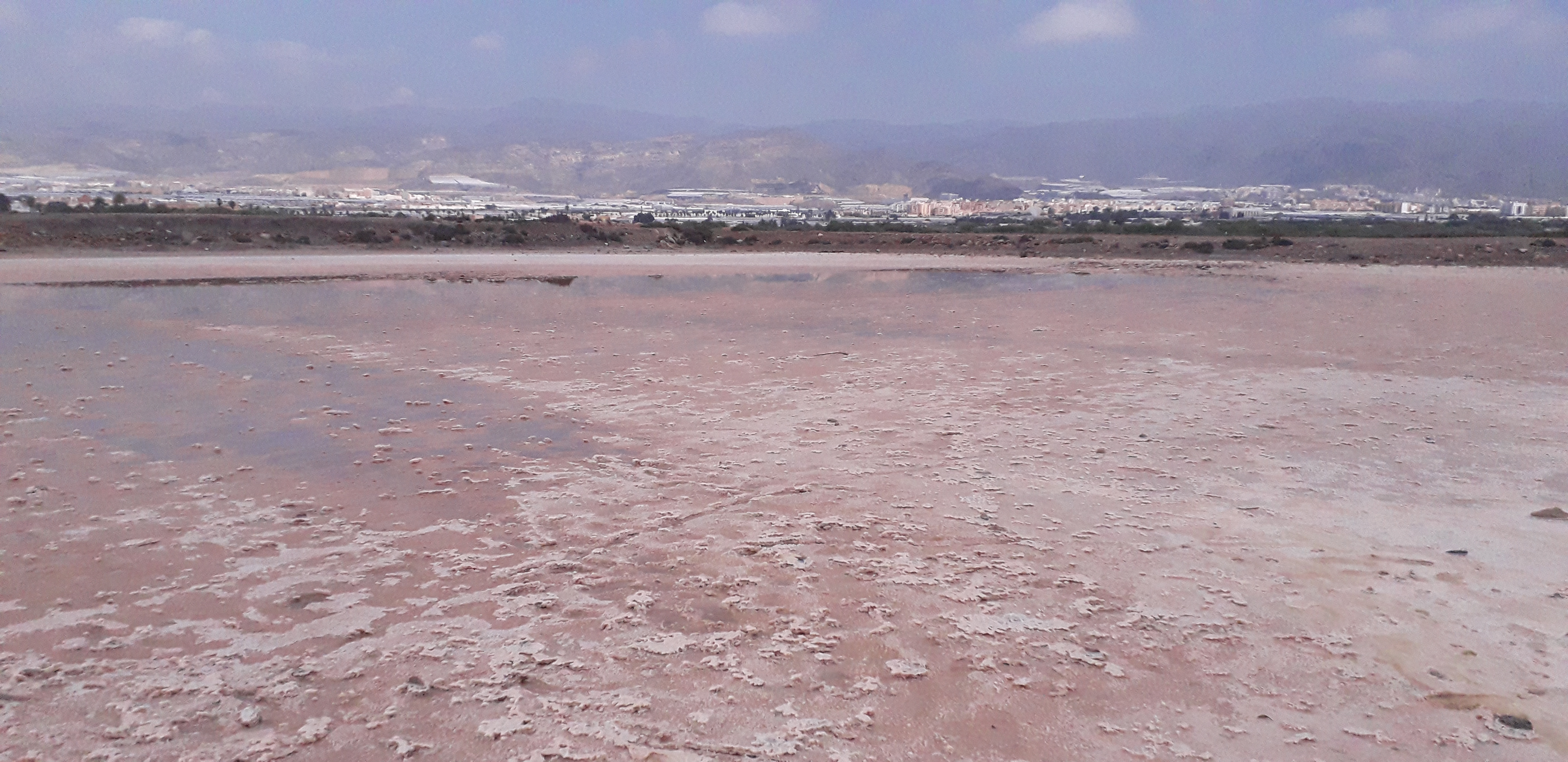
Salinas en el humedal de Ribera de la Algaida

Roquetas de Mar se encuentra catalogada dentro de la Demarcación Paisajística del Poniente. Los acantilados de Aguadulce-Almería son áreas protegidas por el Plan de Ordenación del Territorio del Poniente de Almería por su estado natural y posición territorial. Además, señalar el Humedal de Ribera de la Algaida catalogado dentro del Inventario de Humedales de Andalucía.

### Riesgos naturales
El municipio de Roquetas de Mar cuenta con un PTEL que cumple con la Ley 5/2010 sobre autonomía local.

## Historia

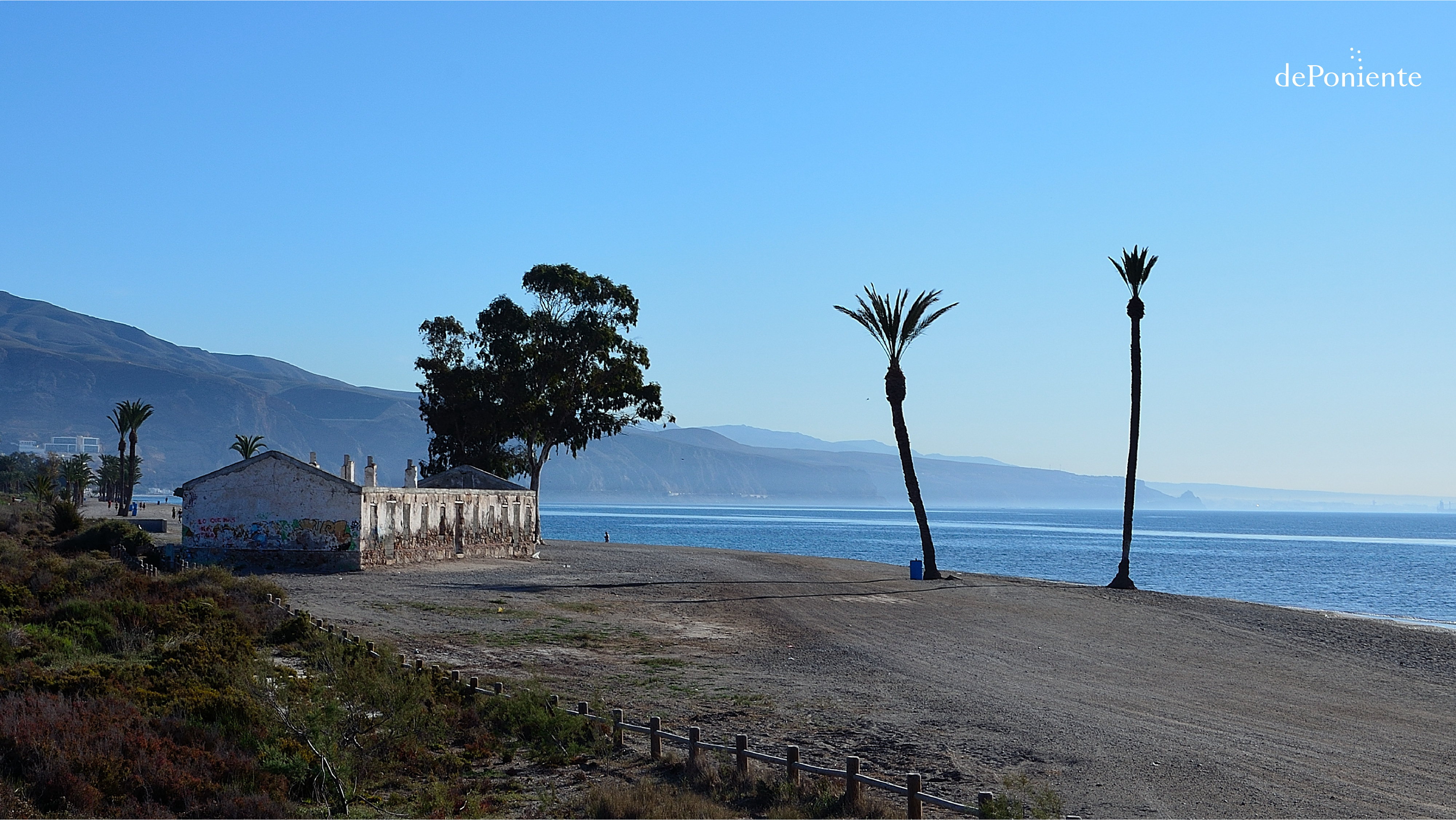
El Portezuelo de los Bajos. Fondeadero de Los Bajos en el entorno de Turaniana y cuartel de carabineros sobre el emplazamiento de la Torre de los Bajos

Señalar el asentamiento de población en Turaniana con evidencia de poblamiento desde el bronce pleno argárico hasta que se abandona en época del Al Ándalus. En época romana se empleaba el fondeadero de Los Bajos en el entorno de Turaniana cuya actividad se relacionaría principalmente con la pesca y la salazón, como atestiguan los hallazgos de un azuelo de época romana que se encuentra en el Museo Arqueológico Nacional. Un tramo de la calzada romana de Cástulo a Malacca pasaba por el municipio, conservándose además un miliario de ella. El miliario mide metro y medio de altura y tiene inscripciones en números romanos que señalan las leguas de distancia entre las poblaciones. También se sabe que los romanos extrajeron sal de la zona gracias al hallazgo de una balsa de cuajado de sal acompañada de un manantial de agua (aún existente) que fue encauzado por una acequia. Fue tal la importancia de las salinas romanas, que aparecieron alrededor grandes industrias del pescado en las cuales se fabricaban productos como el garum que se exportaba a Roma. A su vez, también se han encontrado varias monedas de cobre y bronce de la época. Toda la zona costera subcuática entre Aguadulce y Roquetas está considerada de servidumbre arqueológica por la presencia del fondeadero de Los Bajos.
Durante la época nazarí dando lugar a construcciones como la Torre del Esparto, la Torre de Cerrillos o el Castillo de Roquetas, en la actualidad llamado Castillo de Santa Ana. Existen además testimonios de poblamiento y aprovechamiento de los recursos hídricos en la alquería de Los Castillejos.
Tras la Guerra de Granada los Reyes Católicos conceden diversas mercedes para el pago de los servicios prestados y Alonso Núñez de Madrid de la Chancillería de Granada funda un mayorazgo sobre Enix, Felix y Vícar, que en el siglo XVIII daría lugar al marquesado de Casablanca. 

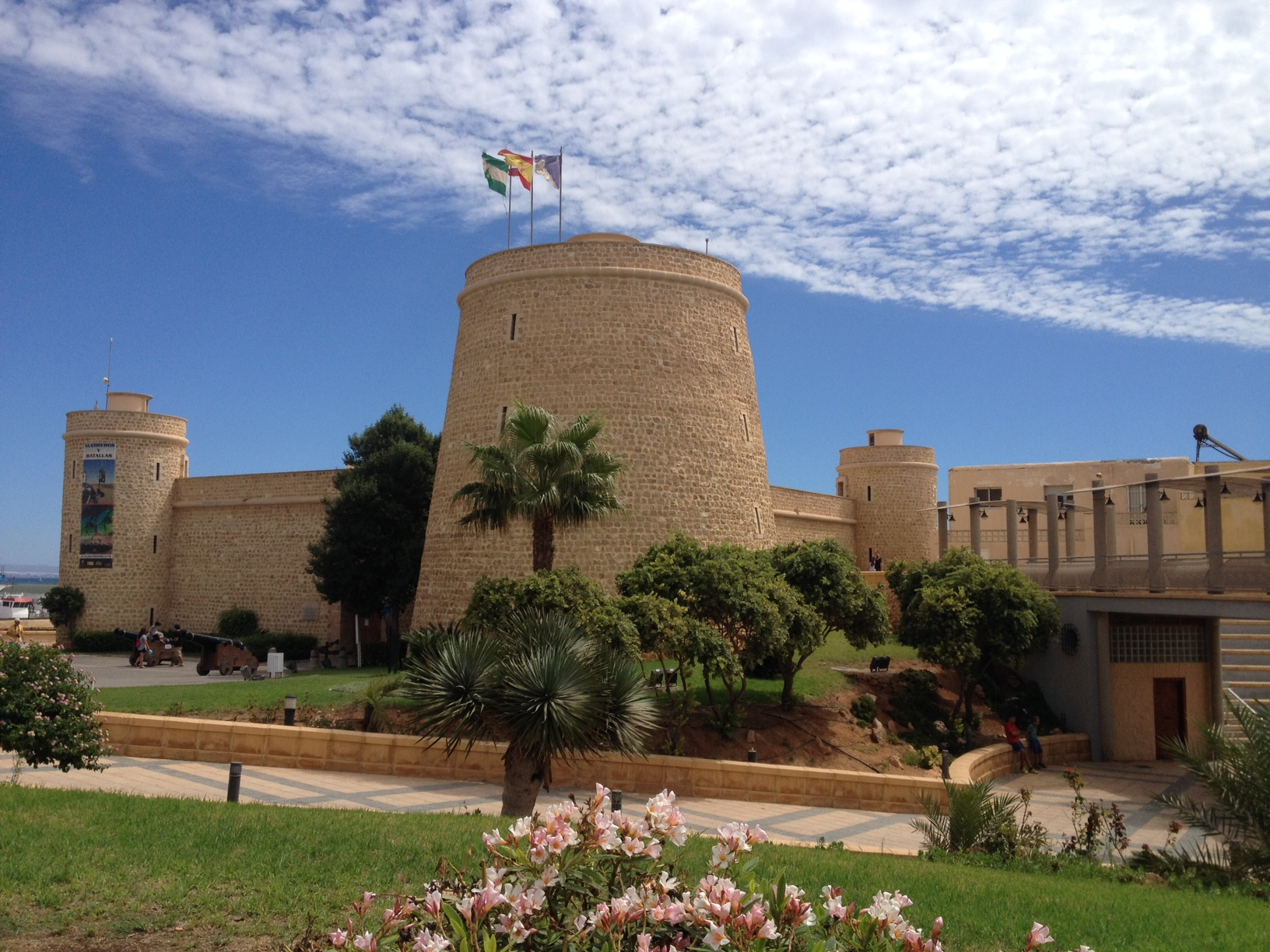
Castillo de Santa Ana

A principios del siglo XVIII se producen los primeros asentamientos duraderos con vecinos de Enix o Felix, una vez se empieza a considerara la línea de costa a salvo de los ataques de los piratas berberiscos. En 1737 se contabilizan algunos cortijos, el pueblo y casas de la guarnición militar en el entorno del Castillo de Santa Ana, cuya denominación era Las Roquetas. La costa del Reino de Granada se dividió en distritos y en 1739 el distrito de Almería se comprendía desde Roquetas de Mar hasta Mesa Roldán, siendo la Alcazaba de Almería la fortaleza central. Roquetas de Mar fue considerada como una plaza de gran interés militar aunque no consiguió afianzarse como tal, quedando pues su actividad relegada a las salinas y a la pesca. En 1776 Roquetas se segrega de Felix y se constituye como municipio. En 1782 se hacen los deslindes del municipio y las ocupaciones principales de los habitantes son la militar, la pesca y la agricultura.
Durante el siglo XIX conforman los barrios del Puerto y Cortijos de Marín. La agricultura y la pesca eran el principal medio de subsistencia. En 1820 las Cortes declaran la abolición de los señoríos territoriales poniendo fin a la reclamación que el Marqués de Casablanca hacía sobre todos los terrenos de la nueva población de Roquetas. De acuerdo con el Archivo Municipal de Roquetas, mediados de siglo apareció una industria de fundición de plomo que terminó cuando se cerró el Puerto de Roquetas a favor del de Almería.

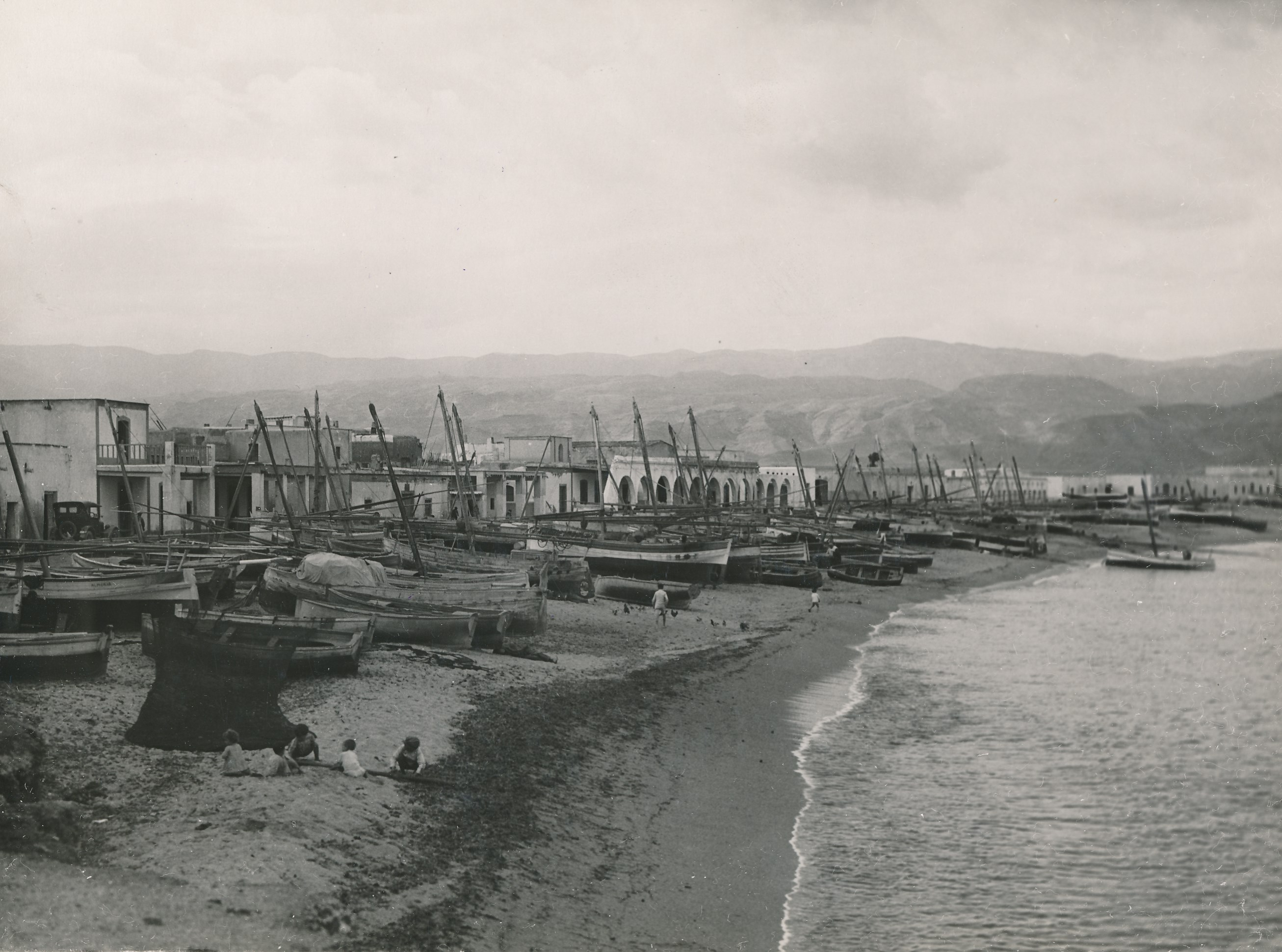
Playa y varadero (1931-1939)

Hasta la reforma de la nomenclatura municipal de 1916 el municipio se llamaba simplemente Roquetas. En dicha fecha su nombre fue modificado por el de Roquetas de Mar.
A principios del siglo XX salen a subasta las instalaciones salineras de Salinas Viejas, Cerrillos y San Rafael, siendo adquiridas por los mismos propietarios de las salinas de Cabo de Gata, la familia Acosta, que un cuarto de siglo más tarde las incorporaría a Unión Salinera. Estas salinas fueron la primera industria moderna del municipio, que se mantuvo activa hasta los años 1980. En 1927 Aguadulce, Campillo del Moro y El Parador de las Hortichuelas se segregan de Enix. En 1937 durante la guerra civil se produce el bombardeo del aeródromo de Roquetas, construido en arena y limo en los terrenos de Unión Salinera, junto a Punta Entinas Sabinar. Para la defensa de la bahía de Almería se construyeron dos baterías antiaéreas Vickers 15,24/45 procedentes de las baterías antiaéreas de Cartagena, una en Roquetas de Mar (Hoyo Gómez) y otra en Cabo de Gata. Además, los presos del campo de trabajo Venta de Araoz construyeron en los acantilados de Aguadulce uno de los búnkeres o casamata para ametralladoras de los muchos que se edificaron a lo largo de la costa de Almería.

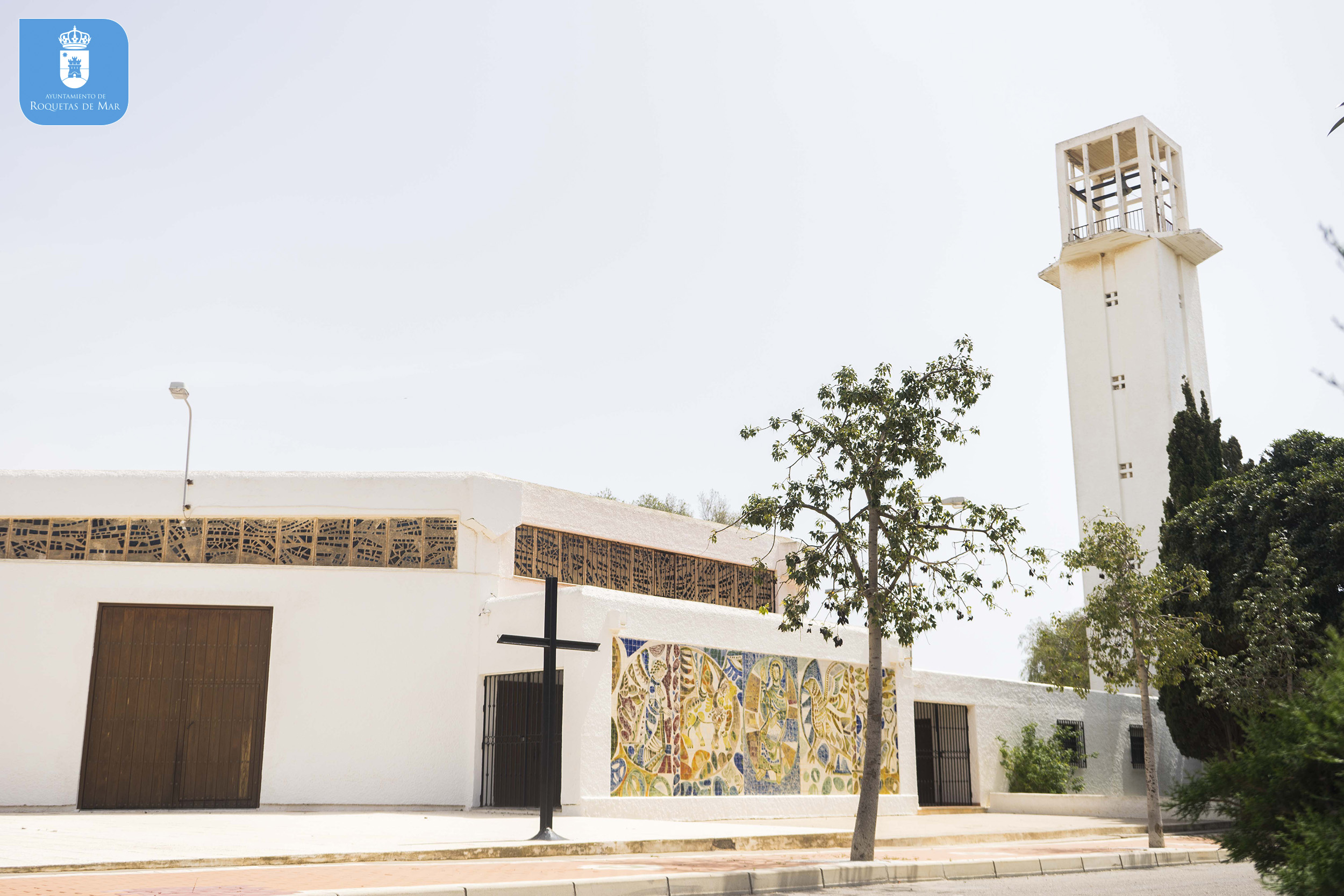
Iglesia del Solanillo

En 1954 el Instituto Nacional de Colonización desarrolla la ampliación de Roquetas de Mar. Siguiendo el mismo tipo de planificación urbanística de todos los proyectos de colonización se levantaron numerosas casas blancas de parcela, la escuela, las casas de maestros, edificios sociales y el edificio administrativo. El arquitecto fue José García-Nieto Gascón y el proyecto comprendía 154 casas. Su elemento más destacable es la plaza de colonización de geometría rectangular cerrada con una fachada porticada. Actualmente es la plaza del Alcalde José Pomares Martínez. Dentro de las actuaciones del Instituto Nacional de Colonización se desarrollan también las poblaciones de El Parador de las Hortichuelas (1954), El Solanillo (1968) y Las Marinas (1958). Las viviendas se construyen con tanto espacio para viviendas como para dependencias agrícolas, en dos plantas, con granero y pajar ventilados por celosías. Estos pueblos eran ejemplares en cuanto a su urbanismo, de trazado racional y buscando la socialización de los colonos. Se aplicaban soluciones arquitectónicas de vanguardia y se diseñaban para la autosuficiencia. Los colonos procedían de las Alpujarras y el resto de la provincia de Granada.

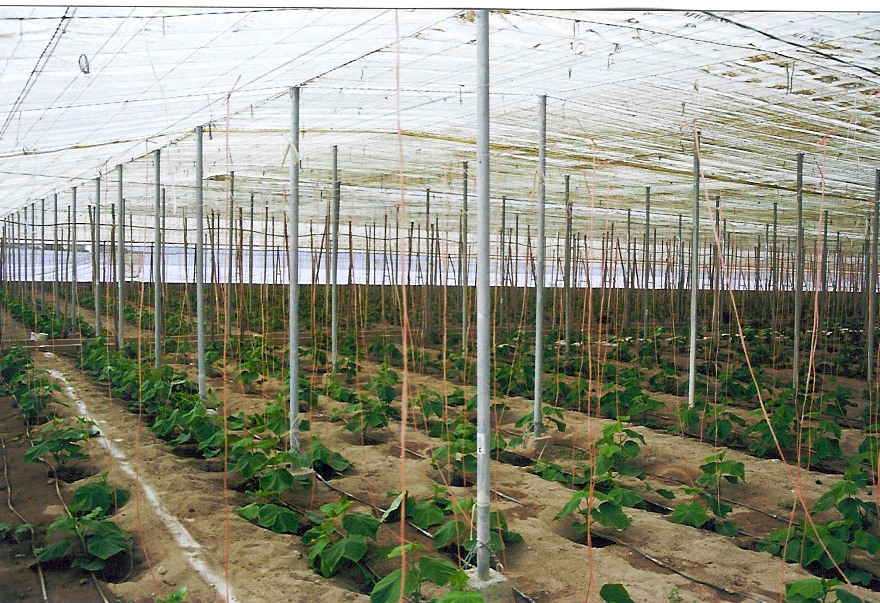
Invernadero tipo Almería o parral con enarenado

Para el desarrollo de la actividad agrícola en el Campo de Dalías el IRYDA parceló con extensiones relativamente homogéneas y dispuso el regadío fundamentalmente mediante pozos. El sector de El Parador fue el primero en ponerse en regadío por contar sus aguas subterráneas con una menor salinización. A partir de 1955 se introdujo además la técnica del enarenado con arena de playa. En 1963 sobre la parcela piloto n.º 24 del sector 1 del Campo de Dalías, propiedad de Francisco Fuentes Sánchez, los ingenieros Bernabé Aguilar y Leandro Pérez de Cobos inventaron el invernadero tipo parral o Almería. Este consistía en cubrir el cultivo con plástico, fabricado con cañas y alambre. El invernadero de Pepe el Piloto se implantó rápidamente por los demás sectores del Campo de Dalías dando lugar a la agricultura intensiva de la provincia de Almería. Era la época del milagro económico español (1959-1973).

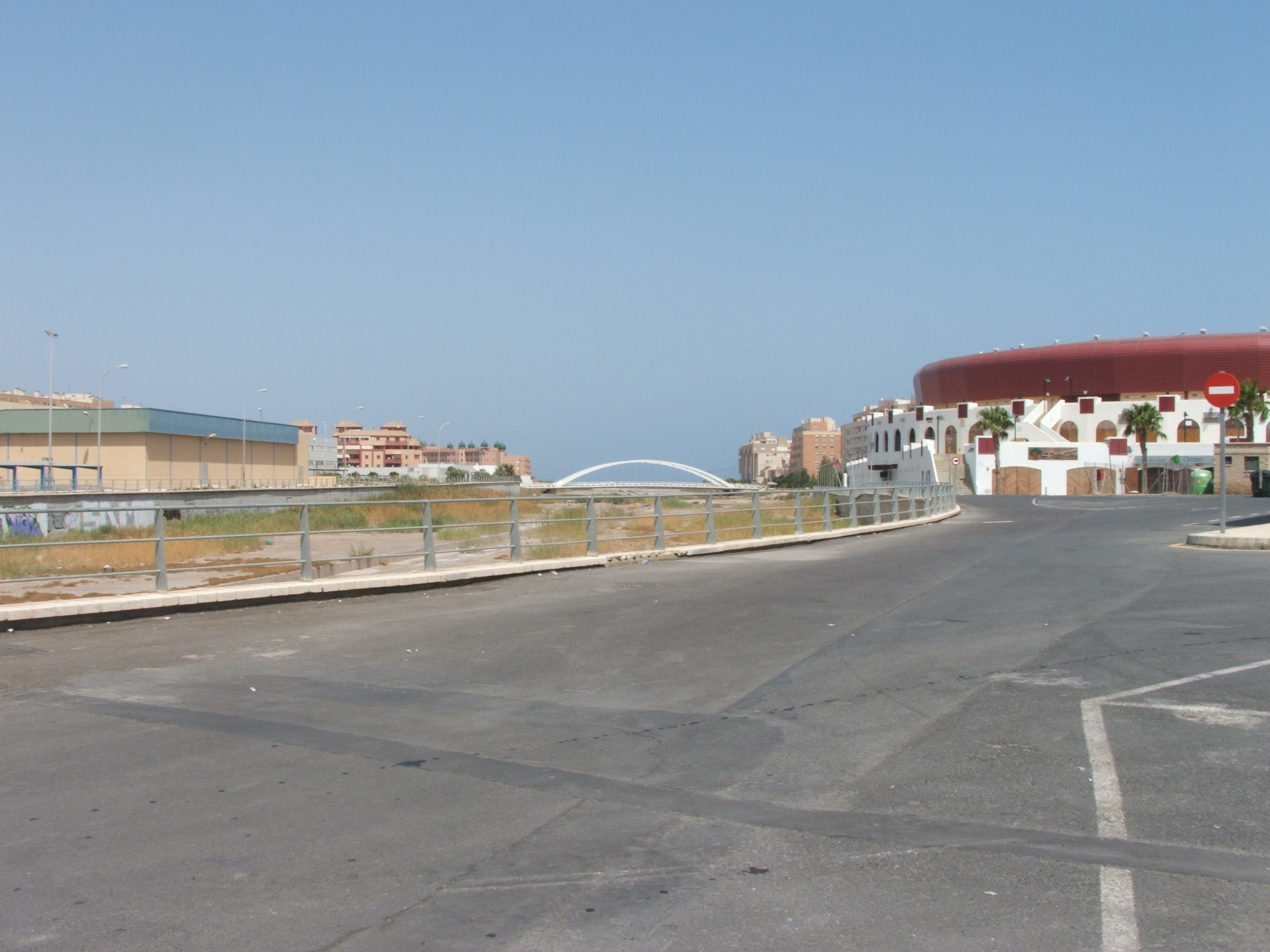
Plaza de toros y puente de Roquetas al fondo

En 1967 se proyecta la Urbanización de Roquetas en la franja litoral en los terrenos que pertenecieron a la Unión Salinera. Nace al amparo de la ley de Centros y Zonas de Interés Turístico Nacional de 1963 que tenía como objetivo la ordenación turística del territorio de la nación y se idea como Centro de Interés Turístico Nacional (CITN). Al amparo de la misma ley se desarrollan también la Urbanización de Aguadulce en 1964 y la Urbanización de Almerimar en 1967, además de otras urbanizaciones a lo largo de la costa Andaluza. El promotor del plan fue Agustín González Mozo, antiguo terrateniente del Campo de Dalías. En 1971 se desarrolla el plan parcial para urbanizar 100ha y en 1985 ya estaba completado al 80 por cien. Se construyeron cinco hoteles y 2000 apartamentos y hasta esa época estaba basado en un producto barato enfocado al turista extranjero, algo menos masificado que la Costa del Sol y con déficit de servicios e infraestructuras. Durante años funcionó como una entidad dependiente aislada del núcleo central de la población.̹̹̹̹ En 1997 obtuvo la denominación de Excelencia Turística posicionándose como destino turístico nivel nacional e internacional con cuidadas infraestructuras turísticas y servicios de ocio.

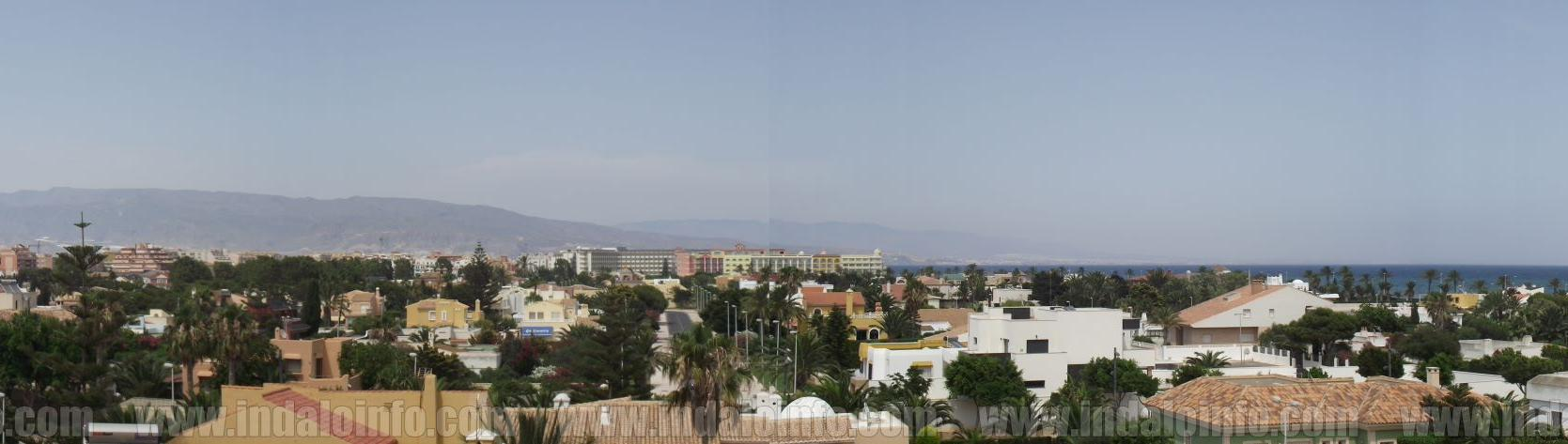
Desarrollos hoteleros y residenciales de la Urbanización de Roquetas de Mar

Durante el boom inmobiliario de principios del siglo XXI se desarrollaron nuevas urbanizaciones como Playa Serena. En 2015 Roquetas es considerado el municipio más vulnerable a los efectos de la crisis económica derivada del estallido de la burbuja inmobiliaria, por delante de otros como Estepona o Águilas. Actualmente Roquetas de Mar absorbe el 70 por ciento del turismo en la provincia de Almería.
En 1981 ocurrió en esta localidad el Caso Almería, donde tres jóvenes provenientes de Santander fueron torturados y asesinados por la Guardia Civil.

## Demografía
Roquetas de Mar cuenta con una población de 109 204 habitantes (INE 2024).
| Gráfica de evolución demográfica de Roquetas de Mar entre 1842 y 2021 |
| |
| Población de derecho según los censos de población del INE Población de hecho según los censos de población del INEEn estos censos se denominaba Roquetas: 1842, 1857, 1860, 1877, 1887, 1897, 1900 y 1910 |

#### Población y nacionalidad
Distribución de la población según su nacionalidad.
| Nacionalidad | Hombres | Mujeres | Total  | %      | Proporción |
| ------------ | ------- | ------- | ------ | ------ | ---------- |
| Española     | 36 498  | 36 899  | 73 397 | 71.3 % |            |
| Extranjera   | 16 735  | 12 749  | 29 484 | 28.6 % |            |

### Inmigración
Posee un 27 % de la población inmigrante (2020). Un tercio de estos inmigrantes procede de Rumanía, y otras nacionalidades son Colombia, Ecuador, Marruecos, Rusia, Senegal y los demás países subsaharianos.

### Núcleos de población
Además de la cabecera municipal, Roquetas de Mar cuenta también con varias entidades de población según el nomenclátor publicado por el Instituto Nacional de Estadística, sumando un total de ocho núcleos: Roquetas de Mar, Aguadulce, Campillo del Moro (perteneciente al núcleo de Aguadulce), Cortijos de Marín, Las Marinas, El Parador de las Hortichuelas, Urbanización Roquetas de Mar (conocida localmente como La Urba) y El Solanillo.
| Entidad de Población | Coordenadas                               | Pob. (2014) | Distancia | Mapa |
| --- | ----------------------------------------- | ----------- | --------- | --- |
| Aguadulce | 36°48′52″N 2°34′18″O / 36.81444, -2.57167 | 15 282      | 5,9       | \| Roquetas de Mar Aguadulce El Campillo del Moro El Parador de las Hortichuelas Urbanización de Roquetas Cortijos de Marín Las Marinas El Solanillo \| |
| El Campillo del Moro | 36°48′30″N 2°35′15″O / 36.80833, -2.58750 | 11 247      | 4,8       | \| Roquetas de Mar Aguadulce El Campillo del Moro El Parador de las Hortichuelas Urbanización de Roquetas Cortijos de Marín Las Marinas El Solanillo \| |
| Cortijos de Marín | 36°45′27″N 2°39′14″O / 36.75750, -2.65389 | 2257        | 4,9       | \| Roquetas de Mar Aguadulce El Campillo del Moro El Parador de las Hortichuelas Urbanización de Roquetas Cortijos de Marín Las Marinas El Solanillo \| |
| Las Marinas | 36°43′51″N 2°37′57″O / 36.73083, -2.63250 | 3880        | 1,8       | \| Roquetas de Mar Aguadulce El Campillo del Moro El Parador de las Hortichuelas Urbanización de Roquetas Cortijos de Marín Las Marinas El Solanillo \| |
| El Parador de las Hortichuelas | 36°48′34″N 2°36′1″O / 36.80944, -2.60028  | 8808        | 4,8       | \| Roquetas de Mar Aguadulce El Campillo del Moro El Parador de las Hortichuelas Urbanización de Roquetas Cortijos de Marín Las Marinas El Solanillo \| |
| Roquetas de Mar | 36°45′51″N 2°36′53″O / 36.76417, -2.61472 | 46 067      | 0         | \| Roquetas de Mar Aguadulce El Campillo del Moro El Parador de las Hortichuelas Urbanización de Roquetas Cortijos de Marín Las Marinas El Solanillo \| |
| Urbanización de Roquetas | 36°43′57″N 2°37′7″O / 36.73250, -2.61861  | 3598        | 4,5       | \| Roquetas de Mar Aguadulce El Campillo del Moro El Parador de las Hortichuelas Urbanización de Roquetas Cortijos de Marín Las Marinas El Solanillo \| |
| El Solanillo | 36°44′6″N 2°39′30″O / 36.73500, -2.65833  | 543         | 6,3       | \| Roquetas de Mar Aguadulce El Campillo del Moro El Parador de las Hortichuelas Urbanización de Roquetas Cortijos de Marín Las Marinas El Solanillo \| |
| Total |                                           | 93 363      |           | \| Roquetas de Mar Aguadulce El Campillo del Moro El Parador de las Hortichuelas Urbanización de Roquetas Cortijos de Marín Las Marinas El Solanillo \| |
| Las entidades y sus datos de población según el nomenclátor del INE                                                                               |                                           |             |           | \| Roquetas de Mar Aguadulce El Campillo del Moro El Parador de las Hortichuelas Urbanización de Roquetas Cortijos de Marín Las Marinas El Solanillo \| |
| Roquetas de Mar Aguadulce El Campillo del Moro El Parador de las Hortichuelas Urbanización de Roquetas Cortijos de Marín Las Marinas El Solanillo |                                           |             |           | |

## Economía

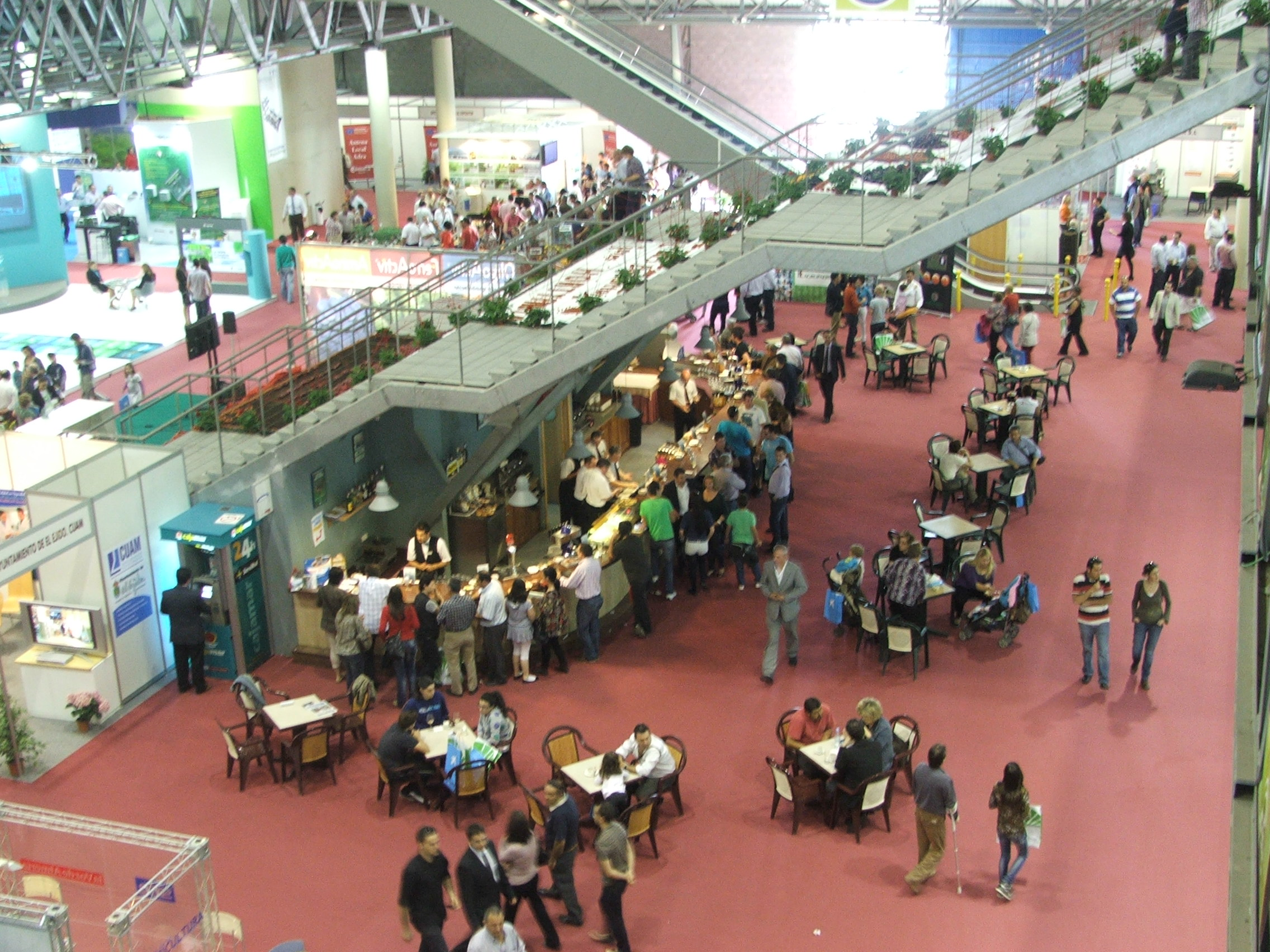
Palacio de congresos y exposiciones de Aguadulce - Expoagro Almería

### Agricultura

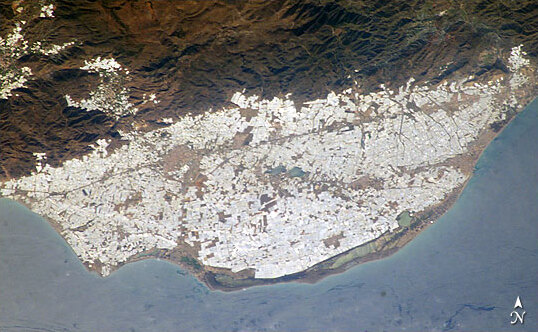
Vista satélite de los invernaderos del Poniente Almeriense, con Roquetas a la derecha

En Roquetas hay más de 1900 ha dedicadas al cultivo hortofrutícola bajo invernadero. Se trata del cuarto municipio de la provincia en extensión de invernaderos, por detrás de El Ejido, Níjar y Almería. Además, relacionada con la producción hortofrutícola existe una potente industria auxiliar de comercialización, logística, suministros agrícolas, etc. Los principales cultivos son tomate, pepino, pimiento, berenjena, calabacín, melón y sandía. Se trata de un sector altamente tecnificado en cuanto a la eficiencia en la utilización de recursos hídricos, técnicas de control de plagas o fertilización.

### Pesca
Señalar la lonja del puerto de Roquetas.

### Industria
Según el anuario de 2011 publicado por La Caixa, dentro del municipio existen un total de 115 empresas, destacándose entre ellas las 71 empresas de industria manufacturera, 28 de industria metalúrgica y 15 de industria química.
| Energía y agua                | 1   |
| Extracción minería y químicas | 15  |
| Industria metalúrgica         | 28  |
| Industria manufacturera       | 71  |
| Total                         | 115 |

### Turismo

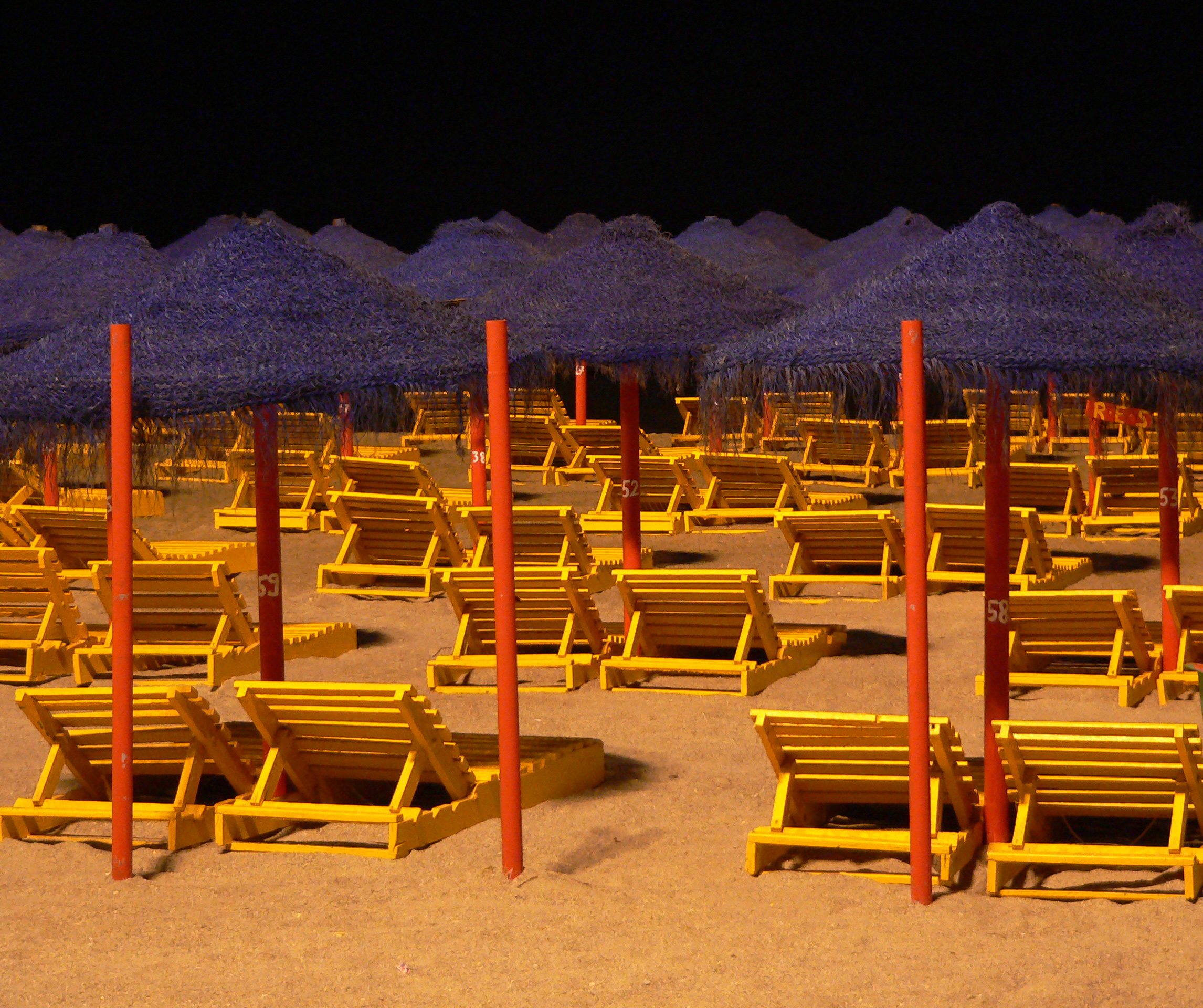
Playa nocturna

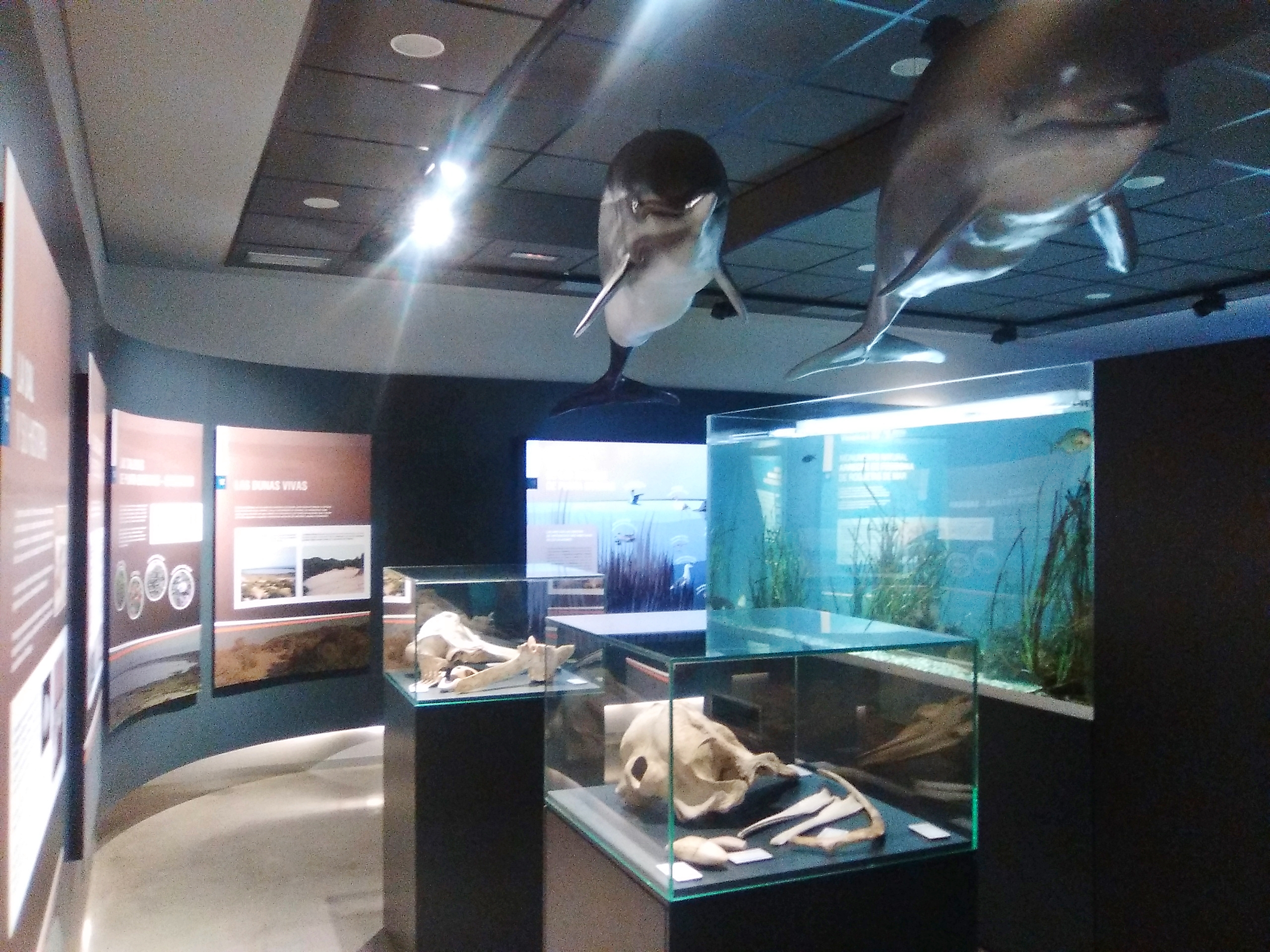
Aula del Mar

Roquetas de Mar dispone de la mayor infraestructura vacacional de toda la provincia, y recibe más de dos tercios del turismo que cada año visita Almería. En la actualidad Roquetas cuenta con más de 13 000 plazas hoteleras, en 21 establecimientos de tres a cinco estrellas, entre ellos de las cadenas Hoteles Playa, Best Hotels u Oh Hotels. Completan la oferta turística diferentes equipamientos como las playas con Q de calidad y bandera azul, los puertos deportivos de Roquetas y Aguadulce, el campo de golf Playa Serena, el Acuario Roquetas y el Parque Acuático Mario Park.

### Servicios
Este sector cuenta en el municipio con diversos tipos de servicios y comercios y el centro comercial Gran Plaza.ía. Como consecuencia del alto índice turístico, también hay una gran presencia de bares y restaurantes registrándose un total de 192 en el año 2011.
| Oficinas bancarias. Bancos (15), cajas de ahorros (34) cooperativas de crédito (16) | 65  |
| Empresas comerciales mayoristas                                                     | 69  |
| Empresas comerciales minoristas                                                     | 152 |
| Hipermercados                                                                       | 1   |
| Bares y restaurantes                                                                | 192 |

### Evolución de la deuda viva municipal
El concepto de deuda viva contempla sólo las deudas con cajas y bancos relativas a créditos financieros, valores de renta fija y préstamos o créditos transferidos a terceros, excluyéndose, por tanto, la deuda comercial.
| Gráfica de evolución de la deuda viva del Ayuntamiento de Roquetas de Mar entre 2008 y 2022                                 |
| |
| Deuda viva del Ayuntamiento de Roquetas de Mar, en miles de euros, según datos del Ministerio de Hacienda y Función Pública |

## Símbolos

### Escudo
El escudo de armas de Roquetas de Mar tiene el siguiente blasón:

Escudo cortado. Primero, de plata; el castillo, de gules, sostenido de rocas de sable. Segundo, de azur; el sol de oro; al timbre, corona real cerrada.
 

### Bandera
La bandera de Roquetas de Mar tiene la siguiente descripción:

Bandera de seda o tafetán, rectangular, de proporción 4:6, cortada de forma ondulante, desde el lado inferior más próximo al asta hasta el lado superior batiente, siendo la parte superior de color azur (cielo), con el sol de ojo ajustando su eje geométrico al del tercio más próximo al asta. La parte inferior color plata (mar).

## Administración y política

### Justicia
Roquetas de Mar es cabeza del partido judicial número 5 de la provincia de Almería, que engloba únicamente al municipio homónimo.
La plantilla de jueces consta de seis juzgados de primera instancia e instrucción, con una ratio que sitúa un juez por cada 31 121 habitantes. Las instalaciones judiciales acogen también la fiscalía, registro civil, forenses, etc y están ubicadas en la plaza Manuel Machado, s/n.

### Gobierno municipal
La administración política se realiza a través de un ayuntamiento de gestión democrática cuyos componentes se eligen cada cuatro años por sufragio universal desde las primeras elecciones municipales tras la reinstauración de la democracia en España, en 1979. El censo electoral está compuesto por los residentes mayores de 18 años empadronados en el municipio, ya sean de nacionalidad española o de cualquier país miembro de la Unión Europea. Según lo dispuesto en la Ley Orgánica del Régimen Electoral General, que establece el número de concejales elegibles en función de la población del municipio, la corporación municipal está formada por 27 concejales. La sede del Ayuntamiento de Roquetas de Mar se ubica en la plaza de la Constitución.
| Periodo   | Nombre                                                     | Partido  |
| --------- | ---------------------------------------------------------- | -------- |
| 1979-1983 | Juan Emeterio Martínez Romera                              | PSOE     |
| 1983-1987 | Juan Antonio Pérez Martínez                                | PSOE     |
| 1987-1991 | Juan Emeterio Martínez Romera                              | AIDA     |
| 1991-1995 | Julio Ortiz Pérez (1991-1992) José Dana Laguna (1992-1995) | CDS PSOE |
| 1995-1999 | Gabriel Amat Ayllón                                        | PP       |
| 1999-2003 | Gabriel Amat Ayllón                                        | PP       |
| 2003-2007 | Gabriel Amat Ayllón                                        | PP       |
| 2007-2011 | Gabriel Amat Ayllón                                        | PP       |
| 2011-2015 | Gabriel Amat Ayllón                                        | PP       |
| 2015-2019 | Gabriel Amat Ayllón                                        | PP       |
| 2019-2023 | Gabriel Amat Ayllón                                        | PP       |
| 2023-act. | Gabriel Amat Ayllón                                        | PP       |

En las elecciones municipales de 2015, el Partido Popular (PP) fue la lista más votada obteniendo mayoría simple con el 40,94 % de los votos y 12 concejales. El Partido Socialista Obrero Español (PSOE) obtuvo 6 concejales con el 21,11 % de los votos, Izquierda Unida Los Verdes-Convocatoria por Andalucía (IULV-CA) con el 12,79 % y 3 concejales fue el tercer partido más votado, seguido muy de cerca por Ciudadanos (CS) con el 12,22 % y otros 3 concejales. También consiguió representación la agrupación de electores llamada Tú Decides con el 5,8 % y un concejal, por otra parte el partido de los Independientes de Aguadulce y El Parador (INDAPA) con el 4,6 % perdió el concejal que obtuvo en 2011.
| Partido político                                  | 2023   | 2023  | 2023       | 2019   | 2019  | 2019       | 2015   | 2015  | 2015       | 2011   | 2011  | 2011       | 2007   | 2007  | 2007       | 2003   | 2003  | 2003       |
| Partido político                                  | Votos  | %     | Concejales | Votos  | %     | Concejales | Votos  | %     | Concejales | Votos  | %     | Concejales | Votos  | %     | Concejales | Votos  | %     | Concejales |
| Partido Popular (PP)                              | 14 318 | 45,92 | 15         | 10 633 | 34,69 | 11         | 10 369 | 40,94 | 12         | 14 804 | 58,93 | 16         | 12 723 | 56,59 | 17         | 12 995 | 60,71 | 17         |
| Partido Socialista Obrero Español (PSOE)          | 4932   | 15,82 | 5          | 6456   | 21,06 | 6          | 5346   | 21,11 | 6          | 4569   | 18,19 | 5          | 5518   | 24,55 | 7          | 5105   | 23,85 | 6          |
| Vox                                               | 3811   | 12,22 | 4          | 3647   | 11,89 | 3          | —      | —     | —          | —      | —     | —          | —      | —     | —          | —      | —     | —          |
| Almería Avanza (AV)                               | 2372   | 7,60  | 2          | —      | —     | —          | —      | —     | —          | —      | —     | —          | —      | —     | —          | —      | —     | —          |
| Con Andalucía-Izquierda Unida (IU)                | 1677   | 5,37  | 1          | 2375   | 7,74  | 2          | 3240   | 12,79 | 3          | 2801   | 11,15 | 3          | 1025   | 4,56  | 0          | 554    | 2,59  | 0          |
| Ciudadanos (CS)                                   | 296    | 0,94  | 0          | 3696   | 12,05 | 3          | 3096   | 12,22 | 3          | —      | —     | —          | —      | —     | —          | —      | —     | —          |
| Independientes de Aguadulce y El Parador (INDAPA) | 1121   | 3,59  | 0          | 815    | 2,66  | 0          | 1165   | 4,60  | 0          | 1419   | 5,65  | 1          | 1403   | 6,24  | 1          | 1878   | 8,77  | 2          |
| Tú Decides                                        | —      | —     | —          | —      | —     | —          | 1470   | 5,80  | 1          | —      | —     | —          | —      | —     | —          | —      | —     | —          |

#### Pleno municipal
El pleno municipal constituye el órgano de máxima representación política de la ciudadanía en el gobierno municipal. Entre otras competencias, ejecuta la aprobación de las ordenanzas municipales, los presupuestos municipales, los planes de ordenación urbanística y el control y fiscalización de los órganos de gobierno. El pleno es convocado y presidido por el alcalde y está integrado por los 27 concejales del ayuntamiento. Las sesiones ordinarias se celebran los primeros jueves de cada mes en el salón de plenos de la casa consistorial.

#### Presupuesto municipal
Para la campaña de 2019, el Ayuntamiento de Roquetas de Mar aprobó un presupuesto que ascendía a los 108 438 692 €

## Servicios

### Abastecimiento
El suministro de agua potable corresponde a Hidralia. El agua se obtiene de dos formas: Una a través del agua de la desalinizadora del Campo de Dalías, y por otra de la captación de 5 pozos instalados en el término municipal y el de Vícar: EDAPSA II, EDAPSA I, El Cañuelo, La Junta y Pozos de Bernal. El agua es conducida hasta los 8 depósitos existentes antes de ser repartidos por el municipio. Existen 443 kilómetros de red de alcantarillado o saneamiento, que son conducidos a la estación depuradora de Roquetas, diseñada para tratar un caudal diario de 38 883 m³ al día.

### Educación
La ciudad cuenta con las siguientes infraestructuras de educación y formación:
- 39 centros de educación infantil
- 20 centros de educación primaria
- 14 centros de ESO
- 5 centros de Bachillerato
- 3 centros en que se imparten ciclos formativos
- 1 centro de enseñanza de adultos
- 3 bibliotecas públicas

El municipio, además, cuenta con una escuela oficial de idiomas, en la que se imparten inglés, alemán y francés.

### Sanidad
Cuenta con los centros de salud Roquetas, El Parador, Aguadulce Sur y Roquetas Sur. Además cuenta con los consultorios médicos de Cortijos de Marín y Aguadulce y el consultorio auxiliar de Las Marinas. Tiene como hospital de referencia y especialidades el Hospital de Poniente, a 30 kilómetros del casco urbano.

### Transporte
| identificador | Denominación              | Itinerario |
| ------------- | ------------------------- | --- |
| E-15 A-7      | Autovía del Mediterráneo  | Le Perthus (Francia) - Gerona - Barcelona - Tarragona - Castellón de la Plana - Valencia - Elche - Murcia - Lorca - Almería - Motril - Málaga - Algeciras |
| N-340a        | Carretera nacional N-340a | Cádiz - Almería - Barcelona |
| A-391         | Roquetas de Mar-Alicún    | Roquetas de Mar - A-348 cerca del cruce de Alicún-Huécija                                                                                                 |

Puertos
- Puerto deportivo de Aguadulce
- Puerto pesquero de Roquetas de Mar (El Puerto)
- Puerto deportivo del Real Club Náutico de Roquetas de Mar

## Cultura

### Patrimonio

#### Yacimientos arqueológicos
- Yacimiento arqueológico de La Ribera de la Algaida (Turaniana). Declarado BIC en 1991.
- Los espacios subacuáticos de Roquetas - Aguadulce y Laja del Palo.

#### Civil
- Faro de Roquetas de Mar: Construido en 1863, fue adquirido a finales del siglo XX por el Ayuntamiento de Roquetas, convirtiéndose en una sala de exposiciones.
- Torre de la Molineta: Antigua molineta para la obtención de agua construida a mitad del siglo XX. Es de planta circular rematada por almenas y cubierta con mortero de cal.[58]
- La traza, edificios primigenios de viviendas y servicios e iglesias de los poblados de colonización de El Parador, Roquetas de Mar, Las Marinas y El Solanillo.
- Edificios en estilo moderno ligados al desarrollo como localidad turística de la Costa de Almería de finales del siglo XX: capilla de Nuestra Señora de los Vientos (1972) en Urbanización de Roquetas; Los Balandros, El Palmeral (Aguadulce), El Faro, etc.[59]

#### Militar
- Castillo de Las Roquetas o de Santa Ana. Reconstruido en 2001. Sirve ahora como museo y salas de exposiciones así como diferentes actos culturales.Iglesia de Ntra. Sra. del Rosario

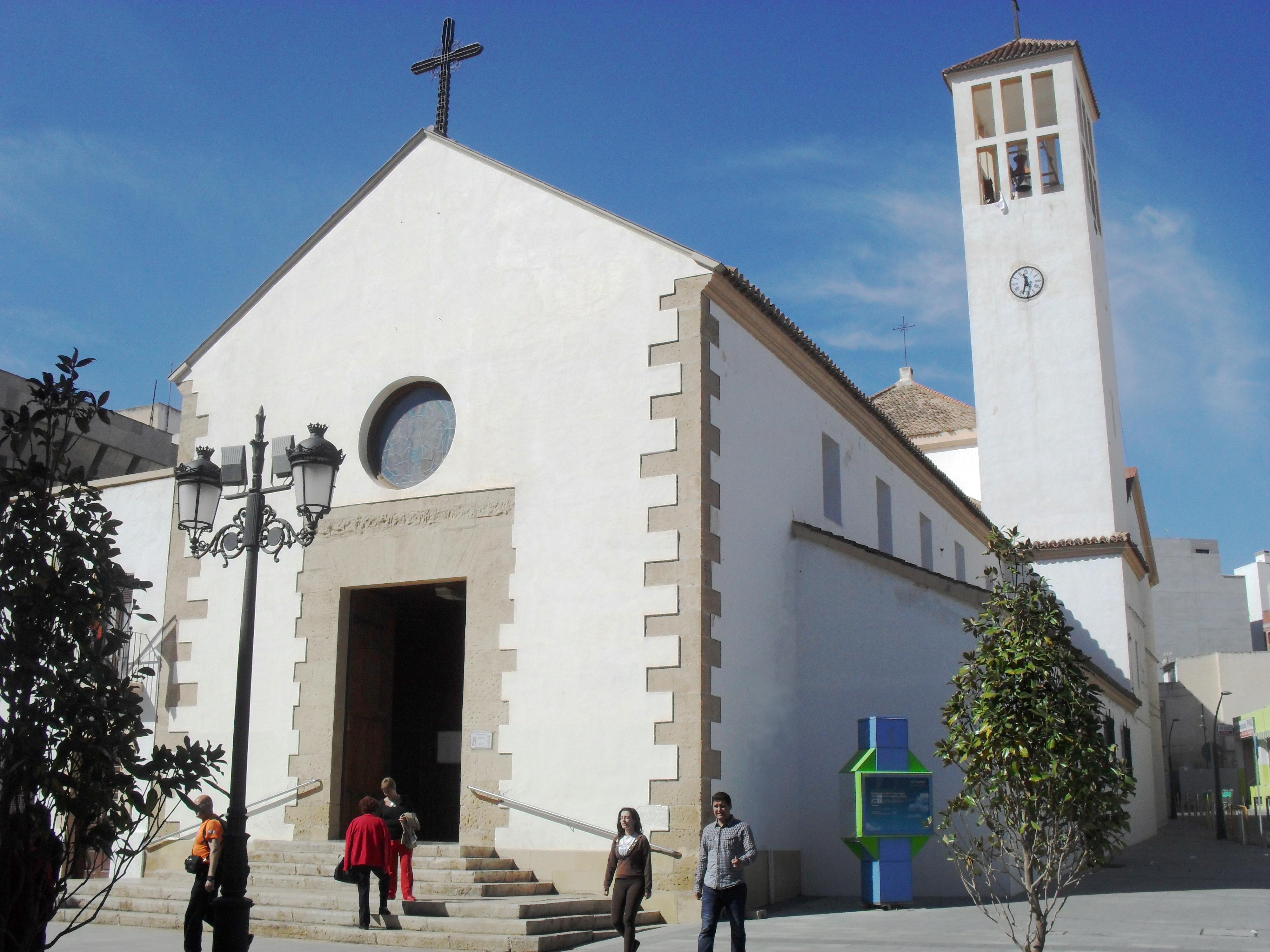
Iglesia de Ntra. Sra. del Rosario

- Torre de Cerrillos (siglo XIV)

#### Religioso
- Iglesia de Nuestra Señora del Rosario (siglo XVIII) cuyo retablo mayor es obra del artista indaliano Jesús de Perceval.
- Capilla Nuestra Señora de los Vientos: Construida en 1972 con las obras de creación de la Urbanización de Roquetas, se encuentra situada en mitad de una zona ajardinada, que la domina. La capilla, construida en hormigón, consiste en un altar, con una cubierta plana, así como una serie muros pantalla que la protegen. Se alza sobre una plataforma de hormigón que la hacen estar por encima de los bancos que encuentran a su alrededor para ser usados por la feligresía.[60]
- Ermita de la Santa Cruz. Capilla de principios del siglo XX situada en la Avda. de Juan Bonachera.

### Patrimonio cultural inmaterial
Los diversos núcleos de población del municipio de Roquetas de Mar así como algunos de sus barrios, tienen sus propias fiestas patronales que se celebran prácticamente durante todos los años.
De todas ellas las que cuentan con una mayor afluencia de público y con mayor tradición, son las de la Virgen del Carmen en Aguadulce, San Isidro Labrador en El Parador de las Hortichuelas, Santa Ana en El Puerto, Virgen del Rosario en Roquetas centro y Virgen del Mar en las Marinas.
En todas ellas, como en el resto de las fiestas de la provincia de Almería, se celebra durante el día la «Feria del Mediodía», donde se puede disfrutar de las tapas y divertirse a la vez, en los recintos habilitados. Y durante la noche la Feria de la Noche, con conciertos, mercadillos y otras actividades.
La elección de la patrona de Roquetas de Mar se realizó en una reunión celebrada por el Concejo. La búsqueda de un patrón es debida a la desesperación de los Roqueteros por la epidemia de la fiebre terciana que sufría el pueblo. Para la elección del nuevo patrón se metieron en una olla de barro las principales imágenes de la iglesia del municipio y un niño, Antonio Villanueva fue el elegido para coger una de las muchas imágenes que había en la ola. Antonio Villanueva cogió la imagen de la Virgen del Rosario que se convirtió en la patrona coronada del municipio y alcaldesa perpetua.
Otras celebraciones destacables son la noche de San Juan en junio y Las Moragas en diciembre.

### Semana Santa

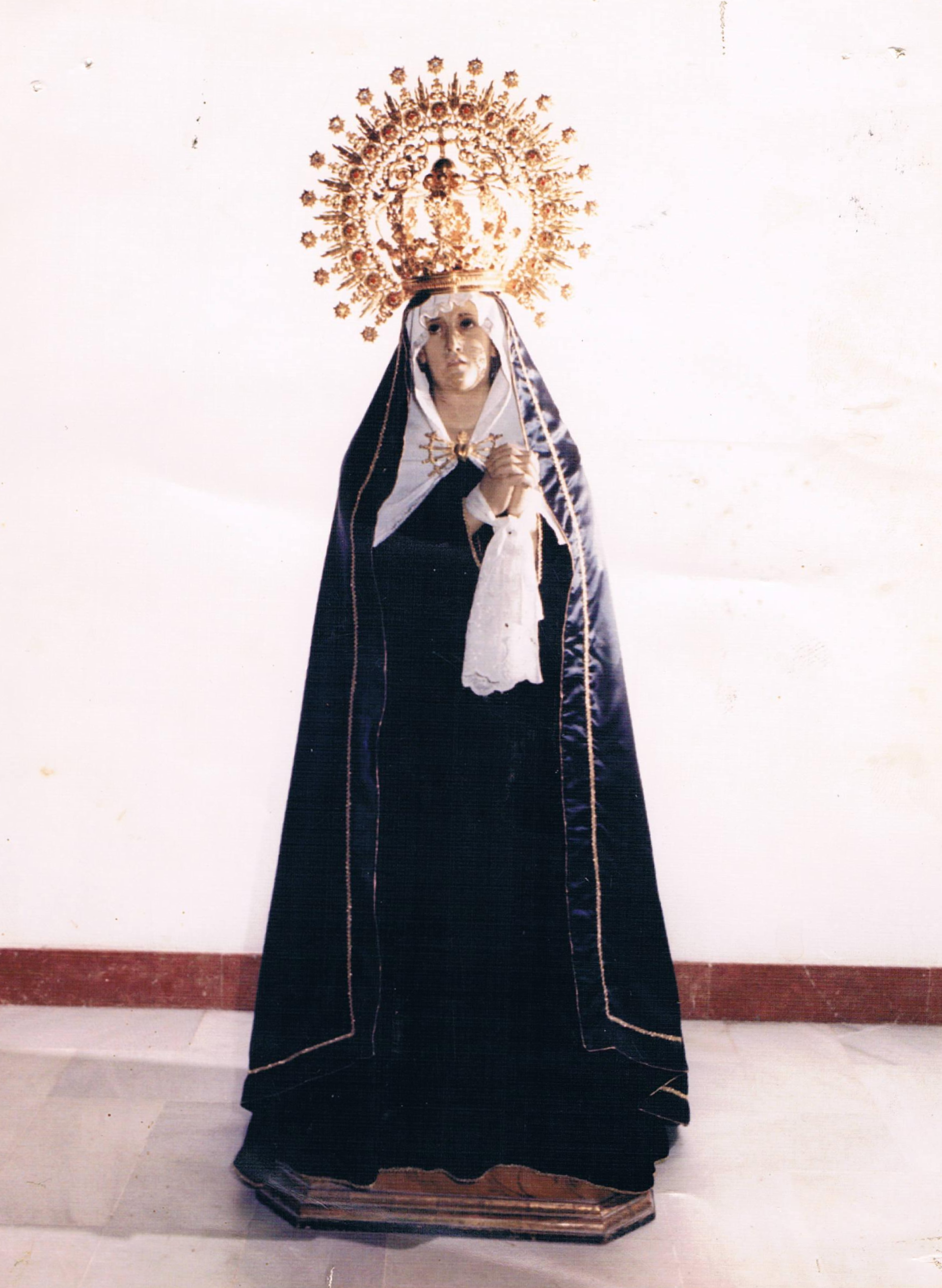
Imagen de Ntra. Sra. de los Dolores en 1991, año en el que salió por primera vez en procesión con su cofradía

La Semana Santa en Roquetas de Mar es una de las celebraciones más importantes del municipio y en la provincia de Almería. En Roquetas de Mar centro y sus barrios más próximos (Doscientas Viviendas, El Puerto y El Parador de las Hortichuelas) existen tres hermandades o cofradías de pasión: la Cofradía de Nuestra Señora de los Dolores (Roquetas de Mar centro), la Hermandad de Penitencia del Santísimo Cristo de la Expiración (Roquetas de Mar: barrio de las doscientas viviendas) y la Hermandad del Santísimo Cristo de la Buena Muerte, María Santísima de la Amargura y Ntro. Padre Jesús de la Salud en su Entrada Triunfal en Jerusalén (El Parador de las Hortichuelas).
Los desfiles procesionales se suceden durante toda la Semana Santa comenzando el Viernes de Dolores con el Viacrucis con la imagen del Cristo de la Expiración.
El Domingo de Ramos se celebra la entrada triunfal de Jesús en Jerusalén con la tradicional Borriquita.
El Martes Santo la Hermandad Penitencial del Stmo. Cristo de la Expiracion procesiona una imagen de un crucificado el cual representa el momento de la expiración de Jesús en la cruz. El Cristo de la Expiración es obra del escultor sevillano D. Jesús Curquejo Murillo. El 14 de septiembre de 1998 se bendice la Imagen del Cristo en la iglesia parroquial de Ntra. Sra. del Rosario. Presidió el solemne acto el Rvdo.Sr. D. Gregorio Gea Martínez, Párroco de Ntra. Sra. del Rosario y Consiliario de la Hermandad por entonces.
Tiene como sede canónica la iglesia de San Juan Bautista desde la cual y cada Martes Santo, desde el barrio de las 200 viviendas, hace su estación de penitencia en silencio hasta la iglesia parroquial de Nuestra Sra.del Rosario en el centro de la ciudad.
Mientras en el Parador de las Hortichuelas se realiza la Guardia al Santísimo Cristo de la Buena Muerte, por parte de la Legión Española. Posteriormente la Sagrada Imagen es trasladada a hombros por el Grupo Logístico II de la Legión hasta su capilla. El evento es organizado por la Hermandad del Santísimo Cristo de la Buena Muerte, María Santísima de la Amargura y Ntro. Padre Jesús de la Salud en su Entrada Triunfal en Jerusalén.
El Miércoles Santo es la Cofradía de Ntra. Sra. de los Dolores la que procesiona a Ntro. Padre Jesús Nazareno, conocido cariñosamente por los roqueteros como el Nazareno. Esta procesión es muy querida por los habitantes del barrio de El Puerto, y a ella acuden numerosos turistas que visitan la ciudad.

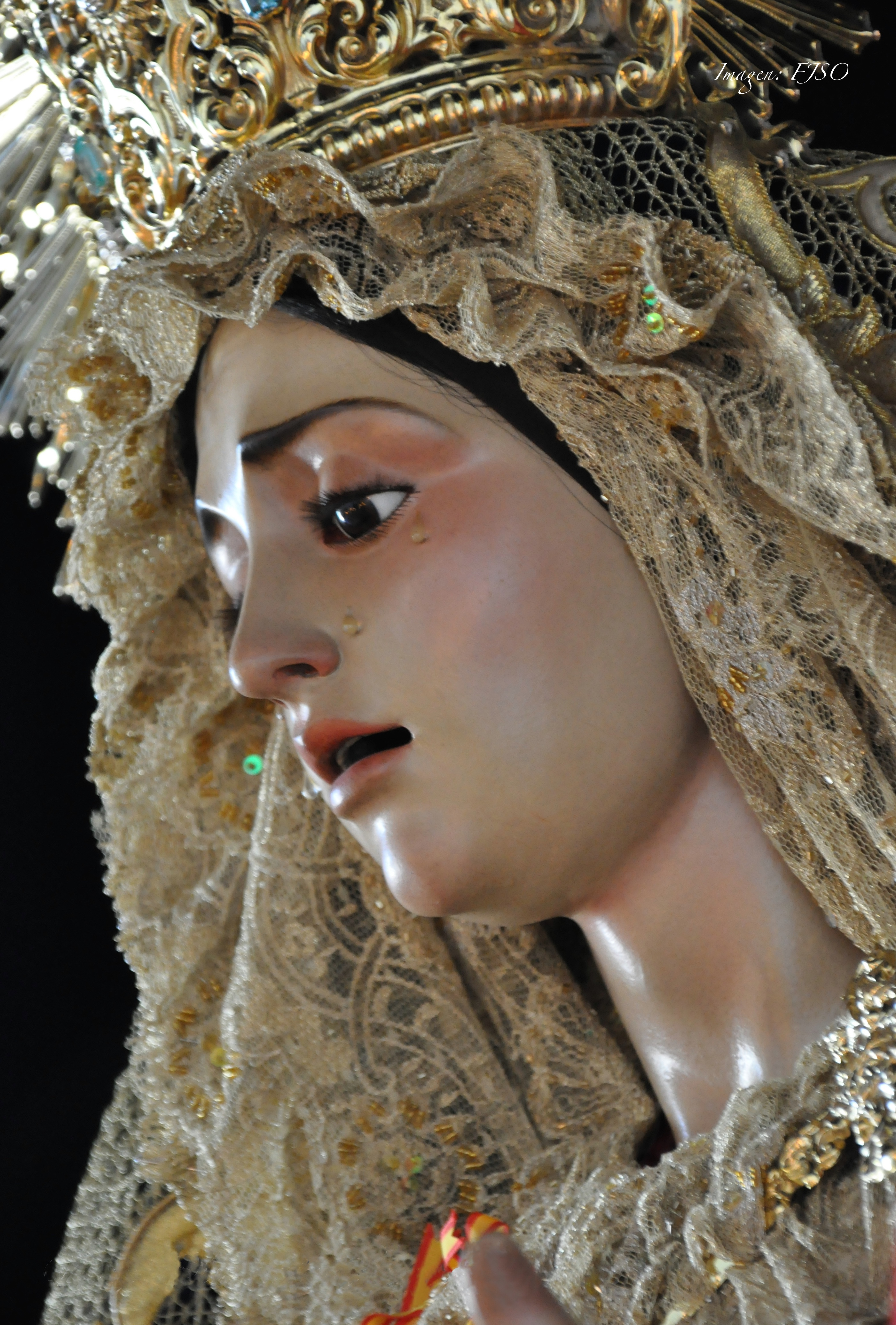
Ntra. Sra. de la Amargura

El Jueves Santo en el Parador de las Hortichuelas la Hermandad del Santísimo Cristo de la Buena Muerte, María Santísima de la Amargura y Ntro. Padre Jesús de la Salud en su Entrada Triunfal en Jerusalén lleva a cabo el desfile procesional de sus Imágenes Titulares: el Santísimo Cristo de la Buena Muerte, Ntra. Sra. de la Amargura y San Juan Evangelista. Salen en desfile procesional dos pasos. El desfile culmina con la espera de los feligreses en la capilla donde se produce el encuentro de María Santísima de la Amargura con el Santísimo Cristo de la Buena Muerte. Consumiendo la noche con el cántico de saetas a las imágenes veneradas y un encuentro entre los pasos donde los costaleros y costaleras vitorean a sus Imágenes.
En Roquetas la Cofradía de Ntra. Sra. de los Dolores procesiona al Cristo Crucificado en su Divina Misericordia seguido de la Virgen de los Dolores, ambos en tronos diferentes. Esta procesión es muy esperada por los roqueteros y una de las que más devoción causa dentro y fuera de la Hermandad, ya que el cristo era muy esperado cuando llegó a la iglesia de Ntra. Sra. del Rosario.
El Viernes Santo tienen lugar dos desfiles procesionales: La Cofradía de Ntra. Sra. de los Dolores realiza dos procesiones. La primera se denomina el Santo Entierro del Redentor, en la que sale la figura del Cristo Yacente en un sepulcro, seguido de la Virgen de los Dolores, ambos en tronos diferentes. Tras esta procesión se realiza un descanso de alrededor de dos horas, donde los cofrades se cambian el cordón por uno del mismo color que la túnica y se le cambia el manto a Ntra. Sra. de los Dolores por uno de luto. La segunda procesión se denomina la Soledad, en la que sale la Virgen de los Dolores solamente. Esta procesión es la más antigua de la Cofradía (se realiza desde 1991, es decir, el año en el que salió Ntra. Sra. de los Dolores por primera vez). Destaca por el rezo del rosario durante la misma y porque el recorrido transcurre por calles estrechas.

### Instalaciones culturales
El municipio dispone de dos museos y un auditorio donde se desarrollan numerosas avtividades culturales:
- Aula del Mar: es un museo de 500 metros cuadrados donde se muestra la importancia de la fauna y flora del Mar Mediterráneo, así como la interacción del hombre con el mismo. Hay paneles, vídeos, maquetas y todo tipo de recursos para mostrar sus valores educativos y formativos.
- Museo de la plaza de toros: Consta de cuatro salas de carácter expositivo.
- Auditorio de Roquetas de Mar: Inaugurado en 2004, tiene una capacidad para 1300 espectadores, acogiendo todo tipo de eventos musicales y teatrales.

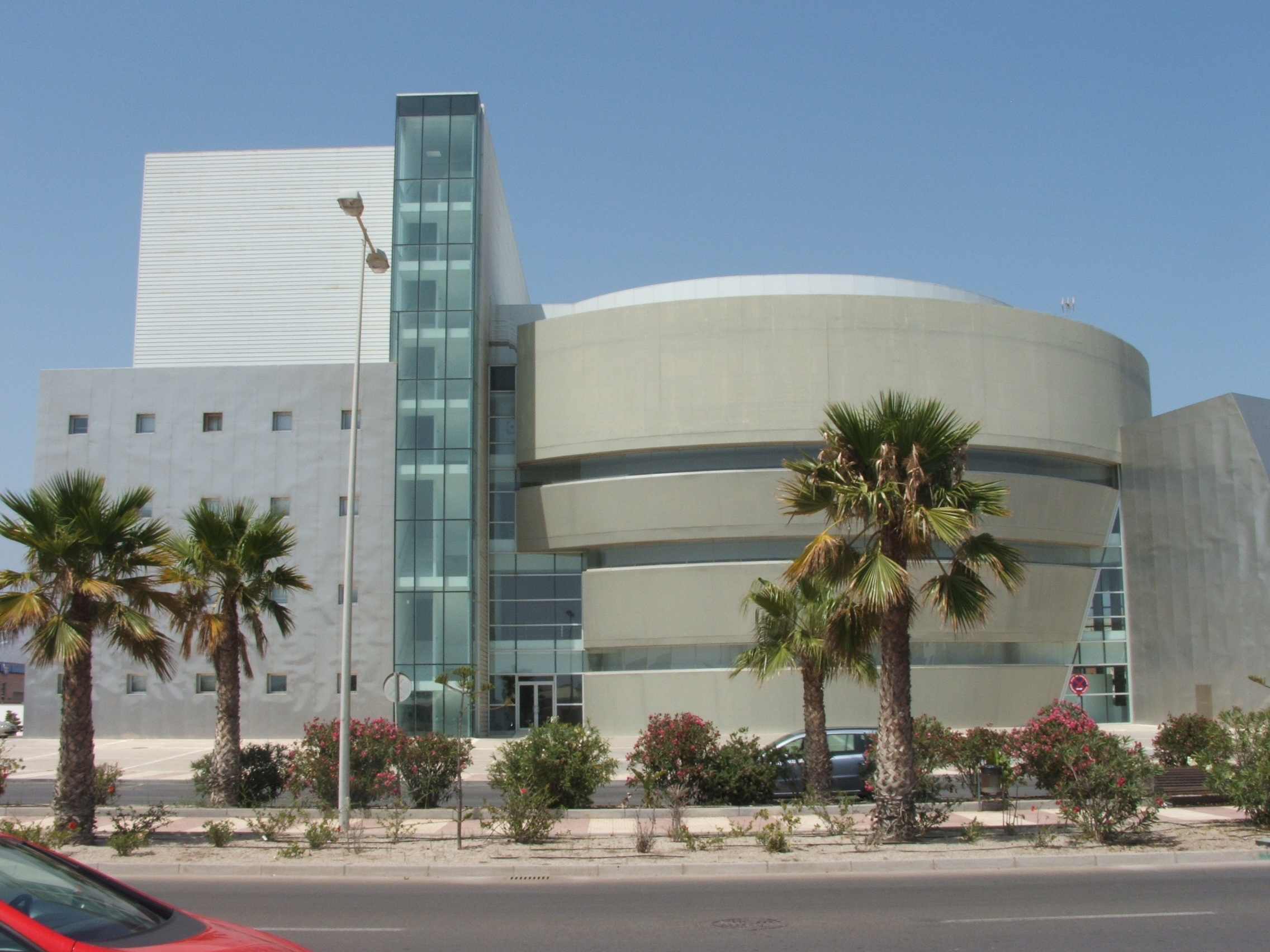
Auditorio

### Deporte
Roquetas de Mar tenía un equipo de fútbol en la segunda división B de España, llamado Club Deportivo Roquetas. Jugaba sus partidos como local en el estadio municipal Antonio Peroles, construido con motivo de los Juegos Mediterráneos 2005. En el año 2016 se produjo su desaparición.
Roquetas de Mar, además, posee un pabellón de deportes llamado Pabellón Infanta Cristina. Roquetas de Mar cuenta con un equipo de baloncesto en 1.ª División Nacional Masculina Club Baloncesto Roquetas de Mar. Juega sus partidos como local en el Pabellón Infanta Cristina. El Club Baloncesto Roquetas de Mar fue fundado en 1989.
En Roquetas de Mar también se pueden practicar muchos deportes náuticos, como el buceo, la pesca, el surf o el esquí acuático, muchos de ellos en el Real Club Náutico de Roquetas de Mar, situado en el barrio de El Puerto.